# Aziz Hasanović
Aziz ef. Hasanović (Srebrenica, 15. listopada 1965.), bošnjački je teolog, trenutačni predsjednik Mešihata Islamske zajednice u Hrvatskoj, muftija zagrebački.

## Životopis
Aziz Hasanović je rođen u mjestu Osmače pokraj Srebrenice. U Sarajevu je završio Gazi Husrev-begovu medresu 1984. godine, Fakultet islamskih nauka u Sarajevu je diplomirao 1988. godine. Na istom fakultetu je magistrirao 2007. godine, a doktorsku disertaciju na temu Marketing u funkciji vjerskog menadžmenta je odbranio 2009. godine na Internacionalnom univerzitetu u Novom Pazaru. 
Svoj radni vijek Aziz ef. Hasanović počeo je imamskim poslom u srebreničkom džematu Osatica. Početkom agresije na Bosnu i Hercegovinu odlazi u Hrvatsku gdje 1992. godine biva imenovan za glavnog zagrebačkog imama. Na toj poziciji ostaje do 1998. godine kada biva imenovan za pomoćnika predsjednika Mešihata za vjerska, prosvjetna, vjeronaučna i kulturna pitanja. Godine 2005. imenovan je za direktora Centra za certificiranje halal kvalitete u Hrvatskoj. Na toj poziciji ostaje do 2012. kada je imenovan za predsjednika Mešihata Islamske zajednice u Hrvatskoj i muftiju zagrebačkog. Te naslove obnaša i danas.
Oženjen je suprugom Hajrijom, otac je četvero djece, Fatime, Sabahete, Merjem i Idriza.

## Djela
- Đozo Husejn, Fetve I i II (1999)
- Metodologija šerijatskog prava (2003);
- Islamsko bračno pravo (2003);
- Hutba u vremenu (2009);
- Pojmovnik (2010);

## Vanjske poveznice
- Aziz ef. Hasanović na islamskazajednica.ba